# بيلبورد المرأة في الموسيقى

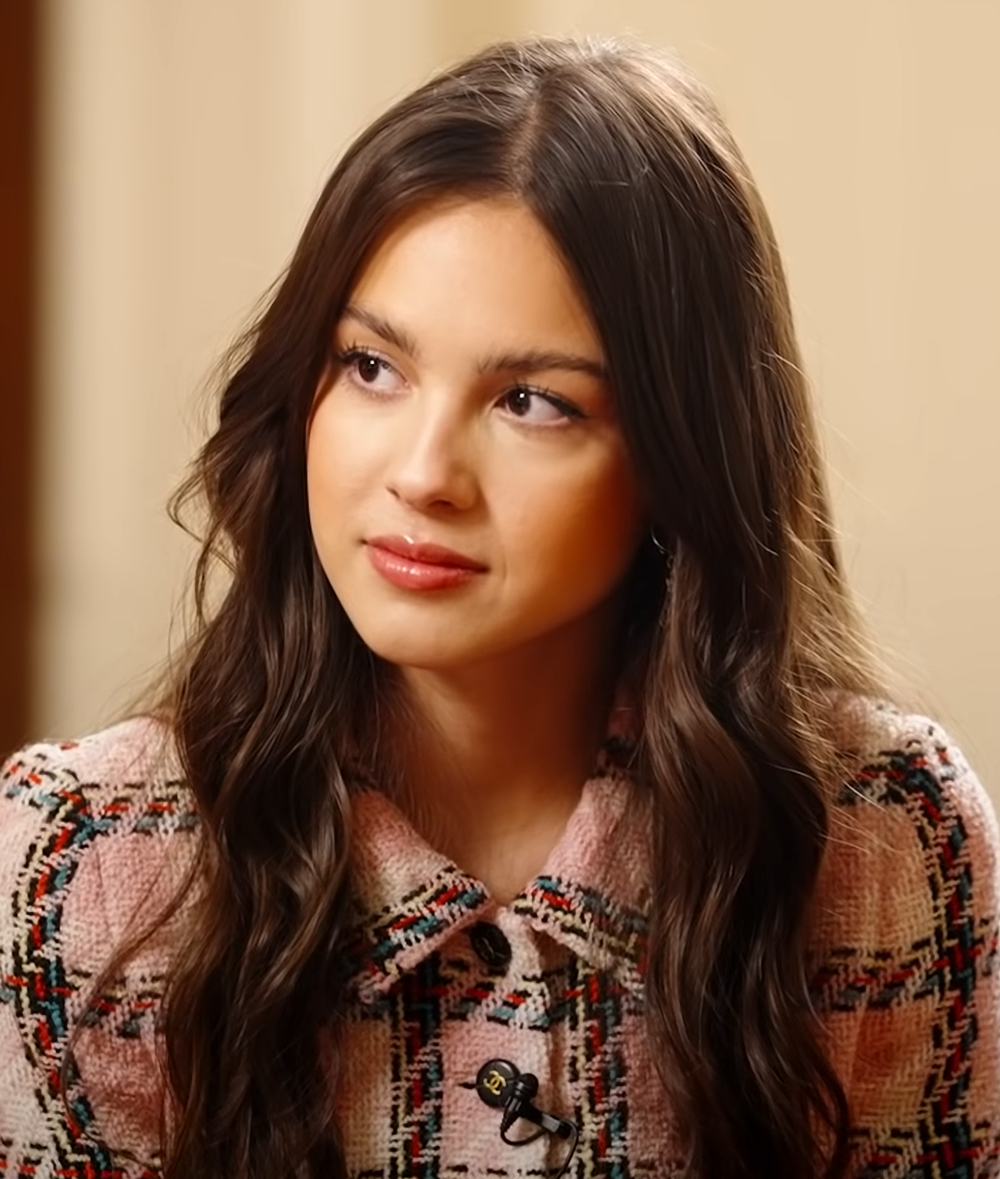
أوليفيا رودريغو

بيلبورد المرأة في الموسيقى (بالإنجليزية: Billboard Women in Music) هو حدث سنوي يقام مِن قِبل بيلبورد. وجائزتها الرئيسية بعنوان «امرأة العام»، التي أنشئت لتكريم «النساء في صناعة الموسيقى الذين قدموا مساهمات كبيرة في الأعمال والذين، من خلال عملهم واستمرار نجاحهم، يلهمون أجيالاً من النساء لتحمل مسؤوليات متزايدة في هذا المجال»  وفقًا للمجلة. تايلور سويفت هي المرأة الأكثر حصولاً على جوائز في هذا الحدث، مع ثلاث جوائز (جائزتان لامرأة العام وجائزة امرأة العقد). تشمل النساء في الموسيقى النساء كمؤلفات، وكاتبات أغاني، وعازفات، ومغنيات، وقائدات فرق موسيقية، وباحثات في الموسيقى، ومعلمات موسيقى، وناقدات موسيقى/صحفيات موسيقيات، وفي المهن الموسيقية الأخرى. كاتب الأغاني هو الشخص الذي يكتب الكلمات والألحان وتتابعات الوتر للأغاني، عادةً لنوع موسيقي شائع مثل موسيقى البوب أو الروك أو الموسيقى الريفية. يمكن أن يسمى كاتب الأغاني ملحنًا أيضًا، على الرغم من أن المصطلح الأخير عادة ما يُستخدم بشكل أساسي في وصف للأفراد الذين يعملون في الموسيقى الكلاسيكية.

## جائزة امرأة العقد
تايلور سويفت كانت أول من يتم تكريمها بجائزة امرأة العقد على الإطلاق، لكونها «واحدة من أكثر الفنانين الموسيقيين إنجازًا في كل العصور على مدار العقد الأول من القرن الحادي والعشرين".
- 2010s: تايلور سويفت (2019)

## جائزة امرأة العام
في عام 2007، كانت ريبا ماكنتاير أول من يتم تكريمها بجائزة امرأة العالم بسبب «نجاحها كفنانة تسجيل وإسهامها في العمل وقيادتها». كل عام منذ ذلك الحين، تُكرم بيلبورد فنانة بالجائزة. تايلور سويفت هي المرأة الأولى والوحيدة التي تم تكريمها أكثر من مرة. الفائزة الأخيرة هي بيلي إيليش. وهي أصغر فنانة يتم تكريمها بهذه الجائزة. كما أن كاردي بي هي أول مغنية راب تحصل على هذه الجائزة. والفائزة الأخيرة هي سزا.
- 2007: ريبا ماكنتاير
- 2008: سيارا
- 2009: بيونسيه
- 2010: فيرجي
- 2011: تايلور سويفت
- 2012: كيتي بيري
- 2013: بينك
- 2014: تايلور سويفت
- 2015: ليدي غاغا
- 2016: مادونا
- 2017: سيلينا غوميز
- 2018: أريانا غراندي
- 2019: بيلي إيليش
- 2020: كاردي بي
- 2022: أوليفيا رودريغو
- 2023: سزا

## جائزة النجمة الصاعدة
في عام 2008، تم تكريم كولبي كيلات بأول جائزة نجمة صاعدة بيلبورد بسبب "صعودها في قوائم البوب والتداعيات التي أحدثتها موسيقاها". وفي كل عام منذ ذلك الحين، قامت مجلة بيلبورد بتكريم فنانة بالجائزة.
- 2008: كولبي كيلات
- 2009: ليدي غاغا[9]
- 2010: جازمين سوليفان[10]
- 2011: نيكي ميناج[11]
- 2012: كارلي راي جيبسن
- 2013: جانيل موناي[12]
- 2014: أريانا غراندي
- 2015: كيلسي باليريني[13]
- 2016: هالزي
- 2017: غريس فاندروال
- 2018: هايلي كيوكو[14]
- 2019: روزاليا
- 2020: كلوي أكس هالي[6]
- 2023: دويتشي

## جائزة المهارات الثلاثية
في عام 2010، تم تكريم ليا ميشيل بجائزة بيلبورد الأولى على الإطلاق للمهارات الثلاثية وذلك بسبب "تميزها في الأداء في كل من التمثيل والغناء والرقص".
- 2010: ليا ميشيل

## جائزة كاسرة القواعد
تُمنح جائزة كاسرة القواعد للفنانات اللاتي يستخدمن موسيقاهن ومنصتهن لتحدي توقعات الصناعة التقليدية وتقديم رسالة قوية للشباب. كانت ديمي لوفاتو أول فنانة تم تكريمها بالجائزة في عام 2015.
- 2015: ديمي لوفاتو[17]
- 2016: أليسيا كارا
- 2017: كيلاني
- 2018: سزا
- 2022: كارول جي
- 2023: لايني ويلسون

## جائزة تريل بليزر
تُمنح جائزة تريل بليزر للفنانة التي تعمل كرائدة في صناعة الموسيقى من خلال استخدام منصتها لتسليط الضوء على الأصوات غير المسموعة وفتح آفاق للأجيال القادمة من فناني الأداء. وكانت هايلي ويليامز أول من تم تكريمها بهذه الجائزة في عام 2014.
- 2014: هايلي ويليامز[19]
- 2015: لانا دل راي
- 2016: كشا[20]
- 2018: جانيل موناي[21]
- 2019: براندي كارلايل[22]
- 2022: فيبي بريدجرز

## فرقة السنة
- 2015: فيفث هارموني[23]

## جائزة متصدرين المخططات الموسيقية
- 2014: إيغي أزيليا[24]
- 2015: سيلينا غوميز[25]
- 2016: ميغان تراينور[26]
- 2022: ووكر الصيف

## جائزة الأيقونة
تُمنح جائزة الأيقونة للفنانات ذوات الإنجاز الاستثنائي، واللاتي قدمن مساهمات تاريخية في الصناعة والفن.
- 2014: أريثا فرانكلين[27]
- 2016: شانيا توين[28]
- 2017: ماري جي بلايج
- 2018: سيندي لوبر
- 2019: ألانيس موريسيت
- 2020: جنيفر لوبيز [6]
- 2022: بوني رايت
- 2023: آيفي كوين

## جائزة التأثير
مُنحت جائزة التأثير لأول مرة لسولانج نولز لأنها "تستخدم صوتها لتمكين وتطوير قادة الغد الجدد من خلال شخصيتها على الهواء وعلى منصاتها ومن خلال جهودها الخيرية لإلهام التغيير الاجتماعي بين الجماهير".
- 2017: سولانج نولز
- 2019: أليشيا كيز
- 2020: جيسي رييز[6]
- 2022: إتش.إي.آر.
- 2023: بيكي جي

## جائزة الأسطورة
- 2015: لوريتا لين[29]

## جائزة الفنانة المبتكرة
- 2014: إيدينا مينزيل
- 2015: توري كيلي[30]
- 2016: مارين موريس[31]
- 2017: كاميلا كابيو[32]
- 2023: توايس

## جائزة صانعة الأغاني الناجحة
تُمنح جائزة صانعة الأغاني الناجحة لكاتبات الأغاني اللاتي أثرت مؤلفاتهن بشكل كبير على الثقافة.
- 2014: شارلي إكس سي إكس
- 2020: دوللي بارتون

## جائزة الفنانة المبتكرة
تُمنح جائزة الفنانة المبتكرة للفنانات اللاتي يتحدين التقاليد الموسيقية ويحدثن تغييرًا إيجابيًا ويساهمن بأفكار جديدة داخل وخارج عملهن الإبداعي.
- 2015: ميسي إيليوت[33]
- 2018: كاسي موسغرافس

## جائزة القويات
تُمنح جائزة القويات إلى العمل الذي هيمنت موسيقاه في وقت اصداره من خلال البث المباشر والمبيعات والراديو.
- 2014: جيسي جي
- 2015: بريتاني هوارد
- 2016: أندرا داي[34]
- 2017: كيلي كلاركسون
- 2019: ميغان ذا ستاليون
- 2020: دوا ليبا[6]
- 2022: دوجا كات
- 2023: لاتو

## جائزة مغيرة اللعبة
تم منح جائزة مغيرة اللعبة (بالإنجليزية: Game Changer Award) لأول مرة لنيكي ميناج بعد «أن أصبحت أول امرأة تصنع ظهور 100 لمرات في مخطط بيلبورد هوت 100».
- 2019: نيكي ميناج
- 2022: سويتي

## جائزة الرؤية
حصلت لانا ديل راي على أول جائزة رؤية في تاريخ بيلبورد.
- 2023: لانا ديل راي

## جائزة مدراء العام
- 2015: إيما بانكس، كارول كينزيل، مارلين تسوتشي، سارة نيوكيرك سيمون، سامانثا كيربي يوه، ناتاليا ناستاسكين، مارشا فلاسيتش، كارولين يم، مارسي ألين، جينيفر بريثوبت، ديبرا كورتيس، سارة كليمنس، تمارا هريفناك، فيفيان لويس، هيذر موسنيك، كاتي. شلوسر، مونيكا إسكوبيدو، جولي جوروفيتش، ليندساي شوكوس، ديبرا لي، سارة مول، بريتاني شرايبر، دون سولير، ليا فولاك، لوري بادجيت، مارثا هندرسون، جولي بوس، ماري آن ماكريدي، ميشيل أنتوني، كانديس بيري، ماريا فرنانديز، ويندي جولدستين ، جولي جرينوالد، إثيوبيا هابتماريام، أليسون جونز، ميشيل جوبيلير، سيندي مابي، سيلفيا رون، بريندا رومانو، جاكلين ساتورن، جولي سويدلر، دانا دوفين، مورين فورد، إيمي هاو، علي هارنيل، ديبرا راثويل، كاثي ويلارد، لي آن كالاهان- لونغو، أليسون كاي، سارة ستينيت، تاي ستيكلوريوس، إليزابيث ماثيوز، آن سويني، كيلي تورنر، جودي جيرسون، جينيفر كنوبفل، كاريان مارشال، ساس ميتكالف، كاتي فينتن، جيس بيساك، شارون داستور، أنيا جروندمان[35]
- 2016: بوزوما سانت جون ، جولي غرينوالد ، كميل هاكني[36]
- 2017: جولي غرينوالد[37]
- 2018: دانييل أغيري، جاكلين تشارلزوورث، سوزان جينكو، ودينا لابولت[38]
- 2019: ديزيريه بيريز[39]
- 2020: بريانا أجيمانج وجميلة توماس
- 2021: جلنار خسروشاهي

## نساء العام في الموسيقى
جائزة أفضل امرأة في الموسيقى لعام 2018

## جائزة منتجة العام
تم تكريم روزاليا بأول جائزة منتجة لهذا العام في عام 2023.
• 2023: روزاليا